# 岡田玉山
岡田 玉山（おかだ ぎょくざん、元文2年〈1737年〉 - 文化5年〈1808年〉、または9年〈1812年〉？）とは、江戸時代中期から後期にかけての大坂の浮世絵師。

## 来歴
月岡雪鼎または蔀関月の門人と伝わる。大坂の人。名は尚友。通称は友助、字は子徳。金陵斎と号す。『浮世絵類考』には「板刻密画の祖」と記され、近世上方における絵本挿絵の第一人者といわれる。寛政2年（1790年）以前に法橋に叙せられたことにより、「法橋玉山」とも称した。
記録上に絵師として名が見えるのは、天明7年（1787年）6月出願の『女教訓小倉錦』、『百人一首玉容色紙』に「法橋岡田玉山」と記されるのがもっとも古いという。ただ、両書とも現存作品を確認できず、同年11月出願の『唐土廿四孝』が現在確認されている中で最も古い。のち文化年間にかけて板刻本の下絵を特に得意とし、寛政9年（1797年）刊行の『絵本太閤記』七編84冊、享和2年（1802年）刊行の『唐土名勝図会』など多くの挿絵を手がけた。玉山の挿絵の特徴は、画面を埋め尽くす細密さと、躍動的な描写である。図様の共通性から、玉山は中国版画や西洋の銅版画からこれらを学んだと推測されるが、当時入手困難なそれらをどこから入手したかは不明である。ただその一部は、木村蒹葭堂から得ていた可能性は高い。肉筆画では「月下美人図」のような浮世絵風美人風俗画の他に、漢画色の強い「阿房宮図」なども知られている。玉山は弟子に、京都でアクの強い美人画を描いた祇園井特の絵を模写させたという。
しかし『絵本太閤記』は幕府の忌諱に触れ、文化元年（1804年）5月に絶版を命じられた。ちなみに玉山作画の『絵本太閤記』に影響され『太閤記』を題材に錦絵を描いた喜多川歌麿も、これを咎められ入牢三日のうえ手鎖の刑に処せられている。文化9年（1812年）に76歳で死去したというが（『浮世絵類考』）、それ以前の文化5年（1808年）4月頃にはすでに没していたのではないかともいわれている。門人に石田玉山がいる。また、後の葛飾北斎や歌川国芳は、玉山の版本挿絵から学び、その細密描写や動きを自分の作品に取り込んでいる。

## 作品

### 版本
- 『絵本太閤記』　寛政9年 - 享和2年　玉山画
- 『阿也可之譚』　玉山作・画　※序文に「乙丑仲冬」とあり
- 『唐土名勝図会』　文化3年（1806年）　玉山編述・画（岡熊嶽、大原東野も作画を担当）

### 肉筆画
| 作品名         | 技法     | 形状・員数 | 所有者           | 年代               | 款記・印章                                                                                    | 備考 |
| -------------- | -------- | ---------- | ---------------- | ------------------ | --------------------------------------------------------------------------------------------- | --- |
| 阿房宮図       | 絹本著色 | 1幅        | 個人             | 1789年（寛政元年） | 落款「阿房宮之図 寛政己酉夏四月 岡田法橋玉山写」/「尚友」・「玉山」朱文方印                   | |
| 月下美人図     | 絹本著色 | 1幅        | 東京国立博物館   |                    | 款記「法橋岡田玉山図倂題」/「玉山」朱文方印・「尚友之印」白文方印・「不知老之将至」朱文長方印 | 自賛有り |
| 浮絵四条納涼図 | 紙本著色 | 1幅        | 出光美術館       |                    |                                                                                               | |
| 徳川家康陣中像 | 絹本著色 | 1幅        | 称名寺（碧南市） |                    | 款記「法橋玉山謹寫」                                                                          | |
| 豊臣秀吉画像   | 絹本著色 | 1幅        | 大阪城天守閣     |                    | 落款「法橋玉山謹寫」                                                                          | 上部に大田南畝筆「気呑四海 兵試三韓 身為関白 胡著唐冠」の漢詩讃 |
| 源経基像       |          |            | 大阪歴史博物館   |                    |                                                                                               | 篠崎三島賛 |
| 筑摩祭礼図     | 絹本著色 | 1幅        | 大阪歴史博物館   | 1789年（寛政元年） | 款記「法橋玉山」/印章「岡田尚友」白文方印・「子徳氏」白文方印                                 | 本居宣長賛「重ねては おもき罪とも なりぬへし なへて此世の ならひなれども」。本図は宣長没後50年を記念して編纂された遺墨集『落葉の錦』にも、挿絵入りで紹介されている。 |
| 錦木図         | 絹本著色 | 1幅        | 個人             |                    | 款記「法橋玉山」/印章「玉山主人」白文方印・「尚友印」白文方印                                 | 本居宣長賛「おる布に 思ひおとして 色ふかき わがにしききは 見たふせしとや」                                                                                           |